# Publio Acilio Attiano
Publio Acilio Attiano (in latino Publius Acilius Attianus; fl. II secolo) è stato un politico e militare romano.

## Biografia
Amico personale nonché tutore dell'imperatore Adriano, fu prefetto del pretorio sotto quest'ultimo, tra il 118 e il 119.
Con Plotina fu al capezzale dell'imperatore Traiano a Selinunte in Cilicia, prima che questi morisse designando il suo successore.
Su suo ordine vennero giustiziati Avidio Nigrino, Cornelio Palma, Publio Celso e Lusio Quieto, importante generale di Traiano. Adriano, irritato da questo gesto che avrebbe turbato l'opinione pubblica, lo destituì dalla carica di prefetto e lo sostituì con Tito Flavio Longino Marzio Turbone.

## Albero genealogico
Antinoo, nella sua qualità di amasio e favorito dell'imperatore in carica, viene a trovarsi esattamente al centro di quella che è la prima parte della cronologia riguardante la cosiddetta dinastia dei nerva-antonini o degli imperatori adottivi, che inizia con Nerva nel 96 per concludersi con Commodo nel 192; mentre in linea diretta la discendenza arriva, dopo la dinastia dei Severi, fino a Gordiano III nel 244.
- (1) = 1° coniuge
- (2) = 2° coniuge (non mostrato)
- (3) = 3° coniuge
- Il colore viola indica l'imperatore romano della dinastia dei nerva-antonini; il rosa scuro indica l'erede imperiale designato, ma che non arrivò mai al trono.
- Le linee tratteggiate larghe indicano l'adozione; le linee tratteggiate strette indicano relazioni amorose fuori dal matrimonio.